# Kerstin Gier

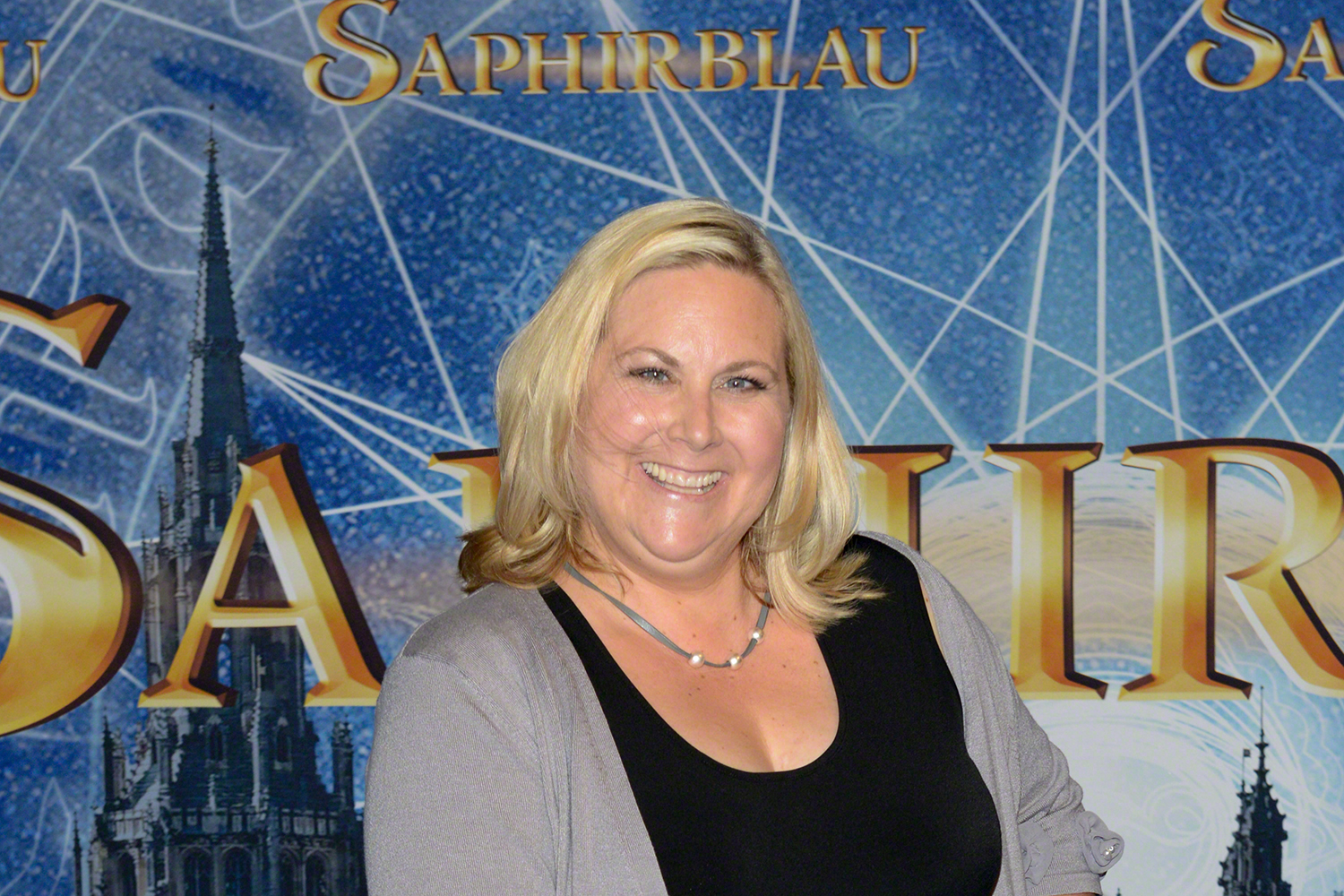
Kerstin Gier la premiera filmului Saphirblau.

Kerstin Gier (n. 8 octombrie 1966, Bergisch Gladbach) este o scriitoare germană, care scrie cel mai des în genul literaturii moderne feminine. De asemenea este cunoscută și sub pseudonimele: Sophie Berard și Jule Brand.

## Ecranizări
- Roșu de rubin (Rubinrot, Germania, 2013). Este prima ecranizare bazată pe prima carte din colecția Culorile dragostei scrisă de Kerstin Gier.  Filmul face parte din categoria filmelor adolescentine cu o doză de umor și sci-fi. Firul ecranizat își are începutul la Londra, unde Gwendolyn o simplă adolescentă descoperă că într-o zi viața ei s-a schimbat atunci când conștientizează ca ea deține gena călătoriilor în timp dar nu verișoara ei pe nume Charlotte care a fost pregătită încă de la naștere. Gwendolyn este descendenta familiei Montrose la fel ca Charlotte, femeile Montrose care de-a lungul anilor au gena călătoriilor în timp, numai că ceea ce o face pe Gwendolyn să fie mai deosebită este faptul că poate vorbi și cu fantomele. După ce descoperă că ea nu-și poate controla călătoriile în timp, Gwendolyn vorbește cu mama sa, după care se schimbă întreaga ei viață cu implicarea unui frumos descendent a familiei Villiers, Gideon, care în comparație cu Gwendolyn, el a fost pregătit la fel ca și Charlotte pentru viitorul lui și scopul pentru care a fost născut.  Vezi imagine  Curând, Gwendolyn descoperă mai multe decât ar fi trebuit să descopere o adolescentă tipică, secrete legate de familia ei și a lui Gideon, a Ordinului care asigură intimitatea familiilor. Ordinul mai este numit Loja Secretă a cărei membri sunt numiți Gardienii. Loja Secretă a fost inițiată de contele Saint Germain cu planuri ascunse față de toată lumea cu excepția lui Gwendolyn care suspectează încrederea și bunătatea Contelui de Saint Germain.
- Albastru de safir (Saphirblau, Germania, 2014). Este continuarea filmului inclusiv și a cărții din colecția Culorile dragostei de Kerstin Gier. După ce în Roșu de rubin, viața lui Gwendolyn se schimbă în totalitate, ea realizează că este și ultimul membru care deține gena călătoriile în timp, cea care închide cercul, fiind o problemă de încredere și confuzie în rândul tuturor membrilor Lojei Secrete și a cercului călătorilor în timp. Între timp relația lui Gwendolyn și Gideon devine una confuză cu multă tandrețe dar și ignoranță în același timp, astfel ea nu mai înțelege în cine să mai aibă încredere și în cine nu.   Gideon și Charlotte o pregătesc pe Gwendolyn pentru călătoriile în timp, etichetele sec.XVII fiind foarte greu de acceptat ceea ce face comportamentul lui Gideon să fie mai ignorant și frustrant pe zi ce trece. Întreaga misiune a lui Gwendolyn și Gideon este de a colecta probe de sânge de la toți membrii deținători de gena călătoriilor în timp, dar misiunea devine mai dificilă atunci când află că scopul Contelui Saint Germain este un diavolesc și nu unul care ar servi pentru omenire. Gwendolyn apelează la ajutorul bunicului ei, Lucas Montrose.
- Verde de Smarald

## Premii
• 2005 - premiul literar DeLiA în categoria « Cel mai bun roman de dragoste nemțesc »